# 世界!極限アーティストBEST20
『世界!極限アーティストBEST20』（せかい きょくげんアーティストベストにじゅう）は、日本テレビ系列で2015年から不定期に放送されていた特別番組。MCはビートたけしと関ジャニ∞の村上信五。

## 概要
本番組は、世界の最先端アートをランキング形式で紹介する番組。
初回放送のみ、「日本テレビ+ルーヴル美術館 特別番組」として放送されたため、世界最先端の芸術家20人の紹介だけでなく、ルーヴル美術館にまつわる謎も、スタジオでの実演を交えながらランキング形式で紹介し、くりぃむしちゅーの上田晋也のナビゲートのもと、ルーヴル美術館に隠された秘密にも迫った。
2015年3月9日（月曜日）21:00 - 22:54（JST）に番組初回が放送された。
2016年3月15日（火曜日）21:00 - 22:54（JST）に第2回が放送された。
第3回以降の放送は2021年5月現在で無い。
後にたけしと村上は、フジテレビ系列ではあるが、本番組第2回から約1年後の2017年から2019年まで『FNS27時間テレビ』で再タッグを組んでいる。

## 出演者
- ビートたけし - MC
- 村上信五（関ジャニ∞） - MC

## 放送リスト
| 回 | 放送日        | ゲスト                       | ゲスト                                                         | 備考 |
| 回 | 放送日        | VTR出演                      | スタジオ出演                                                   | 備考 |
| -- | ------------- | ---------------------------- | -------------------------------------------------------------- | ---- |
| 1  | 2015年3月9日  | 大泉洋                       | 芦田愛菜、劇団ひとり、鈴木亮平、武井咲、ふなっしー             |      |
| 2  | 2016年3月15日 | 大泉洋、清水富美加、髙橋大輔 | 広瀬すず、オードリー、陣内智則、田辺誠一、ホラン千秋、本田望結 |      |

## スタッフ
第2回（2016年3月15日放送分）
- 企画・演出：黒川高
- ナレーション：平野義和、佐藤賢治（平野以外は第1回から）
- 構成：ヒロハラノブヒコ、河口ワタル、丸山コウジ（丸山→第2回のみ）
- 取材協力：Telesearch、m&m mediaservices srl、SUBARU KOREA
- TM：木村博靖
- SW：鎌倉和由
- CAM：東武志
- MIX：瀧島要介
- VE：笈川太
- 照明：小笠原雅登
- 美術P：本田恵子
- デザイン：田澤奈津美
- 装置：才原裕二
- 装飾：今村文孝
- 電飾：福地里花
- 花飾：藤崎華代
- 衣装：宮田薫
- 持道具：上田薫
- メイク：末武美穂
- 技術協力：NiTRO、麻布プラザ
- 美術協力：日本テレビアート
- 編集：佐々木智司
- MA：植木俊彦
- 音効：岡田淳一
- 画像提供：DNPアートコミュニケーションズ
- 衣装デザイン：折原美奈子
- 協力：一般法人プロジェクションマッピング協会、さがみはらフィルムコミッション、ROMA CAPITALE
- リサーチ：宮下沙希、鈴木さくら、福田友哉
- TK：竹島祐子
- デスク：高桑繭子
- AD：菅原真由美、長澤佳苗、掛田翔子、渡辺麻未、酒井亜那、宮城雄大、五島卓也
- AP：反り目尚美（第1回では制作進行、第2回ではAP）、山口絵梨香
- ディレクター：田中真之、寺野慎一郎、加藤宏実、畠山俊一、小倉卓／津留正宏、高野修、高橋秀与、小岩井佑樹、長谷川嘉紀／原八仁、鍋田拓朗
- 演出：恵目亮介
- プロデューサー：藤崎一成、竹下美佐、筒井梨絵、城下直子
- チーフプロデューサー：森實陽三、伊東修（伊東→第1回ではプロデューサー、第2回ではCP）
- 制作協力：日企、AX-ON
- 製作著作：日本テレビ

### 過去のスタッフ
- 取材協力：NTV Europe、松川美樹、下田あゆみ
- CAM：福田伸一郎
- MIX：太田黒健至
- VE：矢田部昭、鈴木昭博
- 照明：加藤恵介
- 装置：小笠原憲二
- 装飾：高橋吉彦
- 花飾：笠松信之
- メイク：小野かおり
- 技術協力：ミジェット
- 映像協力：ITNソース/ロイター
- 医学協力：C2RMF
- 編集：大関秀雄
- TK：山沢啓子
- リサーチ：今井紳介、神谷翔、田原拓郎
- AD：宮本瞳、松原翔吾、林美菜
- ディレクター：小川大輔、利根川広毅、大保大輔、青山純也、奥陽介
- 演出：根岸秀明
- 企画・編成：國谷茉莉
- 制作協力：モスキート